# Dorfkirche Jeeben

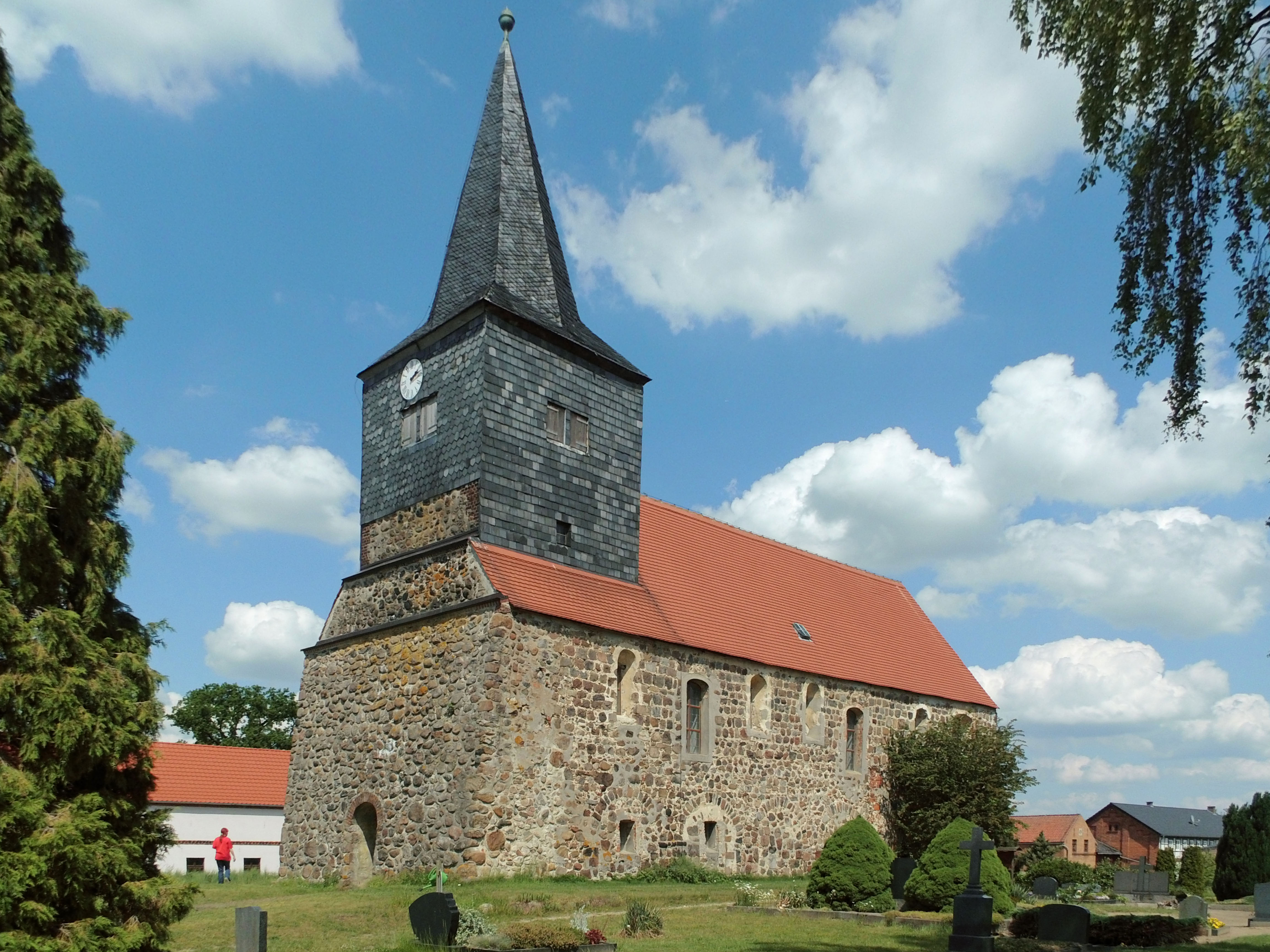
Jeeben Kirche

Die evangelische Dorfkirche Jeeben ist eine Saalkirche im Ortsteil Jeeben von Beetzendorf im Altmarkkreis Salzwedel in Sachsen-Anhalt. Sie gehört zum Pfarrbereich Beetzendorf im Kirchenkreis Salzwedel der Evangelischen Kirche in Mitteldeutschland.

## Geschichte und Architektur
Die Kirche steht in der alten Gabelung der Wege von Beetzendorf nach Gardelegen und Kunrau. Sie wurde als Basilika errichtet, später jedoch zu einer einschiffigen Feldsteinkirche mit Rechteckchor in Schiffsbreite und Apsis umgebaut. Sie wurde im Jahr 1127 erstmals genannt; eine spätere Weihenachricht für 1164 ist vermutlich auf das bestehende Bauwerk zu beziehen. Das Gotteshaus wurde wohl ursprünglich als Propsteikirche vom Halberstädter Bischof im Verdener Gebiet erbaut und nach hieraus entstandenen Streitigkeiten in die Verdener Kirchenorganisation integriert. Der ursprüngliche Doppelturm im Westen wurde wahrscheinlich schon im 17. Jahrhundert abgebrochen und dann gegen die ehemalige östliche Innenwand eine stützende Schräge gesetzt. Der heutige Turm über dem Westteil stammt aus dem Jahr 1904. 
Restaurierungen erfolgten in den Jahren 1852, 1920 und 1992, die letztere bezog sich auf die Westfassade und Empore.

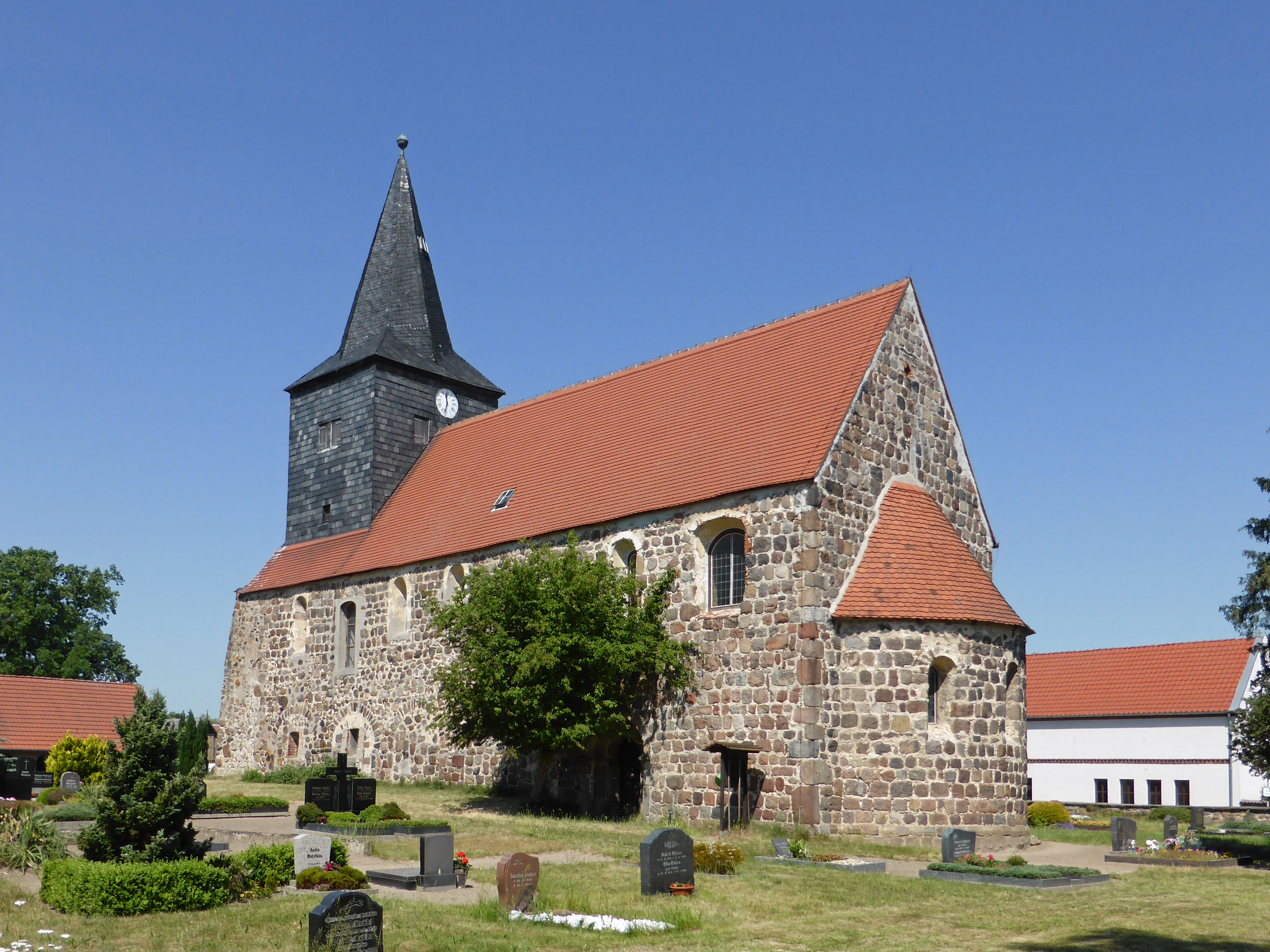
Südostansicht

Die vier vermauerten Mittelschiffsarkaden der Basilika sind noch sichtbar. Die schmalen, rundbogigen, einstigen Obergadenfenster befinden sich zum größten Teil im Originalzustand. An der Südseite des Chores ist ein abgetrepptes Rundbogenportal mit Sockel und Kämpfergesims, an der Nordseite sind Fundamentreste und der Ansatz eines Tonnengewölbes erkennbar, das vermutlich zur ehemaligen Sakristei gehörte. Der quadratische, verschieferte Giebelturm ist mit einer achtseitigen hohen Spitze abgeschlossen.
Das Innere ist flachgedeckt, die Apsis mit einer Halbkuppel überspannt. Die als rundbogige Nischen erhaltenen ehemaligen Arkadenpfeiler weisen zum Mittelschiff hin romanische Kämpfer auf, ebensolche sind am hohen runden Triumphbogen erhalten.

## Ausstattung

### Altar, Kanzel
Ein barocker Altaraufsatz aus der Zeit um 1650 stammt aus Beetzendorf und zeigt im Hauptfeld eine Kreuzigungsgruppe auf, darüber die Taufe und die Himmelfahrt Christi, flankiert von den Schnitzfiguren der Evangelisten, alles mit reicher Ornamentik im Ohrmuschelstil. Wenig älter ist die Kanzel; der Korb mit Ecksäulchen ruht auf einem geschnitzten Pfeiler, in den Füllungen sind beschädigte Grisaillemalereien mit Jesus und den Evangelisten zu sehen, am Aufgang ein Lutherbildnis.

### Taufbecken, Empore, Gestühl, Grabplatten
Am ursprünglichen Aufstellungsort vor der Westempore steht die steinerne romanische Taufe in Kelchform mit einer Taustabprofil zwischen dem sechseckigen Fuß und der runden Kuppa. An der teilweise erneuerten Westempore ist eine beschnitzte Schwelle mit einem von Löwen gehaltenen Wappentuch mit der Jahreszahl 1543 erhalten. Ein holzvergitterter Kirchenstuhl stammt aus dem 17. Jahrhundert, das schlichte Gestühl ist auf das Jahr 1710 datiert. In Chor und Schiff sind mehrere dekorativ geschmückte Inschriftgrabplatten aus dem 16. bis 18. Jahrhundert zu finden. 

### Glocken und Orgel
Eine Bronzeglocke mit Majuskelinschrift stammt aus dem 13. Jahrhundert.
Die Orgel war ein Werk von Wilhelm Sauer aus dem Jahr 1866 mit acht Registern auf einem Manual und Pedal, das 1991 restauriert und in den Kammermusiksaal der Konzerthalle Carl Philipp Emanuel Bach Frankfurt (Oder) umgesetzt wurde.